# U.S. Women's Hard Court Championships 1997
L'U.S. Women's Hard Court Championships 1997 è stato un torneo di tennis giocato sul cemento.
È stata la 30ª edizione del torneo, che fa parte della categoria Tier II nell'ambito del WTA Tour 1997.
Si è giocato allo Stone Mountain Tennis Center di Atlanta negli Stati Uniti, dal 18 al 24 agosto 1997.

## Campionesse

### Singolare
Lindsay Davenport ha battuto in finale  Sandrine Testud con il punteggio di 6–4, 6–1

### Doppio
Nicole Arendt /  Manon Bollegraf hanno battuto in finale  Alexandra Fusai /  Nathalie Tauziat con il punteggio di 6–7, 6–3, 6–2